# سمارة سميكة الأوراق
السمارة سميكة الأوراق  (باللاتينية: Sisymbrium crassifolium) نوع نباتي يتبع جنس السمارة من الفصيلة الصليبية.

## الموئل والانتشار
موطنها المغرب العربي وإسبانيا والبرتغال.